# Samuel San José
Samuel San José Fernández, noto semplicemente come Samuel o Samu (Santander, 1º marzo 1984), è un ex calciatore spagnolo, di ruolo difensore.

## Caratteristiche tecniche
È un difensore centrale.